# Thelonious Monk Quartet with John Coltrane at Carnegie Hall
Thelonious Monk Quartet with John Coltrane at Carnegie Hall ist ein Live-Album des Thelonious Monk Quartets mit John Coltrane, das 1957 in der New Yorker Carnegie Hall aufgenommen, aber erst 2005 veröffentlicht wurde.

## Hintergrund des Albums
Die Aufnahmen stammen von einem Benefiz-Konzert vom 29. November 1957 beim Thanksgiving Jazz, welches Kenneth Lee Karpe für das Morningside Community Center in Harlem produzierte. Neben Monk und Coltrane traten u. a. Billie Holiday, Dizzy Gillespie, Ray Charles, Sonny Rollins und Chet Baker mit Zoot Sims auf.
Die Aufnahmen für Voice of America, die allerdings nicht gesendet wurden, dokumentieren zwei Sets von Monks Quartett mit Coltrane während des Konzerts, ein frühes Set mit den Stücken 1–5 und ein etwas entspannteres Set mit den Stücken 6–9, die allerdings nicht vollständig erhalten sind.
Die Bänder waren in der Library of Congress archiviert, wo sie bis zu ihrer Wiederentdeckung durch den Archivar Larry Appelbaum im Jahre 2005 aufbewahrt wurden. Die Aufnahmen hat Produzent Michael Cuscuna mit dem Sohn Monks, Thelonious Sphere Monk, Jr., restauriert.
Durch das Album hat sich der Umfang der veröffentlichten Dokumente der Zusammenarbeit zwischen Monk und Coltrane beachtlich vergrößert. Außer diesem Album sind neben den Studioalben Monk’s Music und  Thelonious Monk with John Coltrane nur noch die Live-Aufnahmen auf Live at the Five Spot: Discovery! bekannt, die (vermutlich von Coltrane’s erster Frau) mit Amateurequipment bei einem Reunion-Konzert von Monk und Coltrane im Cafe Five Spot 1958 aufgenommen und 1993 veröffentlicht wurden.

## Albumstücke
1. Monk’s Mood – 7:52
2. Evidence – 4:41
3. Crepuscule with Nellie – 4:26
4. Nutty – 5:03
5. Epistrophy – 4:29
6. Bye-Ya – 6:31
7. Sweet & Lovely – 9:34
8. Blue Monk – 6:31
9. Epistrophy (unvollständig) – 2:24

## Rezeption
Die Aufnahmen wurden von der Kritik hoch gelobt. Die Zeitschrift Newsweek nannte die Aufnahmen das „musikalische Äquivalent zur Entdeckung des Mount Everest“ und Amazon nannte es die „ultimative Definition von Klassik“. Kurz nach der Veröffentlichung gelangte das Album auf den ersten Verkaufsrang von Amazon.com.
Das Magazin Rolling Stone wählte das Album 2013 in seiner Liste Die 100 besten Jazz-Alben auf Platz 8.